# Walkie talkie
Radijska postaja (ang. walkie-talkie) 
Radijska postaja ali pa ang. walkie-talkie, ali pa manj formalno in izraz kateri je večina ljudem znan voki-toki, je ročni, prenosni, dvosmerni radijski oddajnik. Razvila sta ga med drugo svetovno vojno Donald Hings, radijski inženir Alfred J. Gross, Henryk Magnuski in inženirske ekipe v Motoroli. Prvič so bili uporabljeni za pehoto, podobni modeli so bili ustvarjeni za poljsko topništvo in tankovske enote, po vojni pa so se radijske postaje razširili na javno varnost in sčasoma na komercialna dela in gradbišča.
Tipična radijska postaja spominja na telefonsko slušalko, na enem koncu je vgrajen zvočnik, na drugem pa mikrofon (v nekaterih napravah je zvočnik tudi mikrofon) in antena, nameščena na vrhu. Radijska postaja je poldupleksna komunikacijska naprava. Več radijskih postaj uporablja en sam radijski kanal in naenkrat lahko oddaja samo en radio na kanalu, čeprav lahko posluša večje število radijskih postaj. Oddajnik je običajno v načinu sprejema; ko uporabnik želi govoriti, mora pritisniti gumb "Pritisni in govori" , ki izklopi sprejemnik in vklopi oddajnik. Manjše različice te naprave so zelo priljubljene tudi med majhnimi otroki.
ZGODOVINA
Ročne dvosmerne radijske sprejemnike je vojska razvila iz nahrbtnih radijskih sprejemnikov, ki jih je imel vojak v pehotni enoti, da je bila enota v stiku s svojimi poveljniki. Verjetno prvi lastnik patenta (patent je bil izpolnjen 20. maja 1935, podeljen 19. marca 1936) je bil poljski inženir Henryk Magnuski, ki je kasneje od leta 1939 delal na prvem voki-tokiju Motorole (ročnem radijskem oddajniku SCR-536). Kanadski izumitelj Donald Hings je prvi ustvaril prenosni radijski signalni sistem za svojega delodajalca CM&S leta 1937. Sistem je poimenoval "paket paketov", čeprav je pozneje postal znan kot "walkie-talkie" (radijska postaja). Leta 2001 je bil Hings uradno odlikovan zaradi pomena naprave za vojna. Hingsov model C-58 "Handy-Talkie" je bil v vojaški službi do leta 1942, kar je rezultat tajnih prizadevanj za raziskave in razvoj, ki so se začela leta 1940.
Alfred J. Gross, radijski inženir in eden od razvijalcev sistema Joan-Eleanor, je med leti 1938 in 1941 delal tudi na zgodnji tehnologiji, ki stoji za radijsko postajo, in je včasih zaslužen za njegovo iznajdbo. 
Prvo napravo, ki je dobila široki vzdevek "walkie-talkie", je med drugo svetovno vojno razvila ameriška vojska, nahrbtnik Motorola SCR-300. Ustvarila ga je inženirska skupina leta 1940 pri Galvin Manufacturing Company (predhodnica Motorole). Ekipo so sestavljali Dan Noble, ki je zasnovo zasnoval z frekvenčno modulacijo; Henryk Magnuski, ki je bil glavni RF inženir; Marion Bond; Lloyd Morris; in Bill Vogel. 
Prva ročna radijska postaja je bil oddajnik AM SCR-536 iz leta 1941, ki ga je prav tako izdelala Motorola, imenovan Handie-Talkie (HT). Danes se izrazi pogosto zamenjujejo, toda prvotna radijska postaja se je nanašal na zadaj nameščen model, handie-talkie pa je bila naprava, ki jo je bilo mogoče popolnoma držati v roki. Obe napravi sta uporabljali vakuumske cevi in jih napajali visokonapetostni suho celični bateriji.
Po drugi svetovni vojni je Raytheon razvil vojaško zamenjavo SCR-536, AN/PRC-6. V vezju AN / PRC-6 je bilo uporabljenih 13 vakuumskih cevi (sprejemnik in oddajnik); drugi sklop trinajstih cevi je bil dobavljen z enoto kot tekoči rezervni deli. Enota je bila tovarniško nastavljena z enim kristalom, ki ga je bilo mogoče zamenjati na drugo frekvenco na terenu z zamenjavo kristala in ponovno nastavitvijo enote. Uporabil je 24-palčno anteno. Na voljo je bila neobvezna slušalka, ki jo je bilo mogoče s AN-PRC-6 povezati s 5-metrskim kablom. Za nošenje in podporo med delovanjem je bil predviden nastavljiv jermen. 
Sredi sedemdesetih let je ameriški marinski korpus začel prizadevati za razvoj skupinskega radia, ki bi nadomestil nezadovoljiv sprejemnik AN / PRR-9 in sprejemnik / oddajnik, nameščen na čeladi, AN / PRT-4 (oba je razvila ameriška vojska). AN/PRC-68, ki ga je leta 1976 prvič izdelal Magnavox, je bil marincem izdan v osemdesetih letih, sprejela pa ga je tudi ameriška vojska.
Okrajšava HT, ki izhaja iz blagovne znamke Motorola "Handie-Talkie", se običajno uporablja za prenosne ročne radijske sprejemnike s amaterske postaje(ang. ham), pri čemer se "walkie-talkie" pogosto uporablja kot laični izraz ali posebej za igračo. Javna varnost in komercialni uporabniki svoje ročne naprave na splošno imenujejo preprosto "radijski sprejemniki". Presežek Motorola Handie-Talkie se je takoj po drugi svetovni vojni znašel v rokah radiotelevizij. Motorolini radii za javno varnost v petdesetih in šestdesetih letih so bili posojeni ali podarjeni skupinam šunke v okviru programa civilne zaščite. Da bi se izognili kršitvi blagovne znamke, drugi proizvajalci za svoje izdelke uporabljajo oznake, kot so "Ročni oddajnik" ali "Oddajnik Handie".
RAZVOJ
Nekatera mobilna telefonska omrežja ponujajo prenosno enoto Pritisni in govori, ki omogoča uporabo voki-tokija po celičnem omrežju, ne da bi klicali vsakič. Vendar mora biti ponudnik mobilnih telefonov dostopen.
Radijska postaja za javno varnost, komercialno in industrijsko uporabo so lahko del radijskih sistemov, ki dinamično dodelijo radijske kanale za učinkovitejšo uporabo omejenega radijskega spektra. Takšni sistemi vedno delujejo z bazno postajo, ki deluje kot repetitor in krmilnik, čeprav imajo lahko posamezne prenosne enote in mobiteli način, ki obide bazno postajo.
SODOBNA UPORABA
Radijske postaje se pogosto uporabljajo v vseh okoljih, kjer so potrebne prenosne radijske komunikacije, vključno s podjetji, javno varnostjo, vojsko, rekreacijo na prostem in podobno, naprave pa so na voljo po številnih cenah od poceni analognih enot, ki se prodajajo kot igrače, pa do robustnih (vodoodporen ali notranjo varne) analogne in digitalne enote za uporabo na čolnih ali v težki industriji. Večina držav dovoljuje prodajo voki-tokijev vsaj za podjetja, pomorske komunikacije in nekatere omejene osebne namene, kot je radio CB, pa tudi za amaterske radijske zasnove. Radijske postaje so zaradi vse večje uporabe pomanjšane elektronike lahko zelo majhne, pri čemer so nekateri osebni dvosmerni UHF radijski modeli manjši od krova kart (čeprav so VHF in HF enote lahko bistveno večje zaradi potrebe po večjih antene in akumulatorji). Poleg tega, ko se stroški znižujejo, je mogoče poceni radijskim sprejemnikom dodati napredne zmogljivosti za zmanjševanje zvoka, kot sta CTCSS (analogni zvok) in DCS (digitalni zvok) (ki se pogosto prodajajo kot "kode za varovanje zasebnosti"), pa tudi glasovno kodiranje in prehod . Nekatere enote (zlasti amaterske HT-je) vključujejo tudi tipkovnice DTMF za daljinsko upravljanje različnih naprav, kot so repetitorji. Nekateri modeli vključujejo funkcijo VOX za prostoročno upravljanje, pa tudi možnost pritrditve zunanjih mikrofonov in zvočnikov.
VOJSKAŠKA UPORABA
Vojaške organizacije uporabljajo ročne radijske sprejemnike za različne namene. Sodobne enote, kot je AN/PRC-148 Multiband Inter/Intra Team Radio (MBITR), lahko komunicirajo v različnih pasovih in modulacijskih shemah ter vključujejo šifrirane zmogljivosti.
Amaterski Radio
Radijska postaja (znana tudi kot ang. HT-ji ali "ročni oddajniki") se pogosto uporabljajo med amaterskimi uporabniki. Medtem ko predelana komercialna oprema podjetij, kot je Motorola, ni redka, pa številna podjetja, kot so Yaesu, Icom in Kenwood, oblikujejo modele posebej za ljubiteljsko uporabo. Čeprav je površinsko podoben komercialnim in osebnim enotam (vključno s funkcijami za mešanje CTCSS in DCS, ki se uporabljajo predvsem za aktiviranje amaterskih radijskih repetitorjev), ima amaterska oprema običajno številne funkcije, ki niso običajne za drugo opremo, med drugim:
- Širokopasovni sprejemniki, pogosto vključno s funkcijo radijskega optičnega bralnika, za poslušanje neamaterskih radijskih pasov.
- Več pasov medtem ko nekateri delujejo samo na določenih pasovih, kot sta 2 metra ali do 70 cm, drugi podpirajo tudi UHF in VHF amaterskih dodelitev, ki so na voljo uporabniku.
- Ker se amaterske dodelitve običajno ne kanalizirajo, lahko uporabnik pokliče poljubno frekvenco v pooblaščenem pasu.
- Več modulacijskih shem: nekaj amaterskih HT-jev lahko dovoli modulacijske načine, ki niso FM, vključno z AM, SSB in CW, in digitalnimi načini, kot sta radioteletip ali PSK31. Nekateri imajo morda vgrajene TNC-je, ki podpirajo paketni prenos radijskih podatkov brez dodatne strojne opreme.

Novejši dodatek k radioamaterskim postajam  je digitalna pametna tehnologija za radioamaterstvo ali D-STAR. Ročni radijski sprejemniki s to tehnologijo imajo več naprednih funkcij, med drugim ožjo pasovno širino, hkratno glasovno in sporočilno sporočanje, poročanje o položaju GPS in radijske klice z usmerjenim klicnim znakom po širokem mednarodnem omrežju.
Kot sem že omenili, lahko komercialne radijske postaje včasih reprogramiramo za delovanje na amaterskih frekvencah. Amaterski radijski operaterji lahko to storijo zaradi stroškov ali zaradi zaznave, da je komercialna oprema bolj trdno izdelana ali bolje zasnovana kot namensko izdelana amaterska oprema.
OSEBNA UPORABA
Osebna radijska postaja je postala priljubljena tudi zaradi ameriške družinske radijske službe (ang. FRS- Family Radio Service) in podobnih storitev brez licence (kot sta evropska PMR446 in avstralska UHF CB) v drugih državah. Čeprav se radijska postaja FRS včasih uporabljajo tudi kot igrače, saj jih množična proizvodnja poceni, imajo ustrezne superheterodinske sprejemnike in so koristno komunikacijsko orodje tako za poslovno kot osebno uporabo. Razcvet oddajnikov brez licenc pa je povzročil razočaranje uporabnikov licenčnih storitev, ki so včasih motene. Na primer, FRS in GMRS se prekrivata v ZDA, kar ima za posledico znatno piratsko uporabo frekvenc GMRS. Za uporabo frekvenc GMRS (ZDA) je potrebna licenca; vendar večina uporabnikov te zahteve ne upošteva saj se jih večinoma ne zaveda. Kanada je frekvence prerazporedila za uporabo brez licence zaradi močnih motenj ameriških uporabnikov GMRS. Evropski kanali PMR446 spadajo med ameriške UHF amaterske dodelitve, ameriški kanali FRS pa motijo komunikacije javne varnosti v Združenem kraljestvu. Zasnove osebnih radijskih postaj so v vsakem primeru strogo regulirane, na splošno zahtevajo odstranljive antene (z nekaj izjemami, kot sta CB radio in dodeljevanje MURS v ZDA) in prepovedujejo spremenjene radijske sprejemnike.
Večina prodanih osebnih radijskih postaj je zasnovanih tako, da delujejo v UHF dodelitvah in so zasnovani tako, da so zelo kompaktni, z gumbi za spreminjanje kanalov in drugimi nastavitvami na sprednji strani radia ter kratko, fiksno anteno. Večina takšnih enot je izdelana iz težke, pogosto živobarvne plastike, čeprav imajo nekatere dražje enote trdno kovinsko ali plastično ohišje. Radijski sprejemniki komercialne kakovosti so pogosto zasnovani tako, da se uporabljajo za dodelitve, kot sta GMRS ali MURS (slednja ima zelo malo na voljo namensko izdelane opreme). Poleg tega so na voljo radijske postaje CB, vendar manj priljubljeni zaradi značilnosti širjenja pasu 27 MHz in splošne obsežnosti orodja.
Osebna radijska postaja so na splošno zasnovani tako, da omogočajo enostaven dostop do vseh razpoložljivih kanalov (in, če so na voljo, kode za izklop) znotraj določene dodelitve naprave.
Osebni dvosmerni radijski sprejemniki se včasih kombinirajo tudi z drugimi elektronskimi napravami; Garminova serija Rino združuje sprejemnik GPS v istem paketu kot radijska postajaFRS / GMRS (uporabnikom Rina omogoča medsebojno pošiljanje digitalnih podatkov o lokaciji). Nekateri osebni radijski sprejemniki vključujejo tudi sprejemnike za AM in FM radio in po potrebi NOAA Weather Radio in podobni sistemi, ki oddajajo na istih frekvencah. Nekateri modeli omogočajo tudi pošiljanje besedilnih sporočil in slik med podobno opremljene enote.
Medtem ko so radijski sprejemniki in vladni radijski sprejemniki pogosto ocenjeni po izhodni moči, so potrošniški radijski sprejemniki pogosto in kontroverzno ocenjeni v miljah ali kilometrih. Zaradi širjenja vidnega polja UHF signalov izkušeni uporabniki menijo, da so takšne ocene pretirane, nekateri proizvajalci pa so začeli tiskati ocene dosega na embalažo na podlagi terena, v nasprotju s preprosto močjo.
Medtem ko je večina osebnega prometa prek radijskih postaj na območju 27 MHz in 400-500 MHz v območju UHF, obstajajo nekatere enote, ki uporabljajo pas 49 MHz (del 15) (v skupni rabi z brezžičnimi telefoni, varuškami in podobnimi naprave) kot tudi pas "900"; vsaj v ZDA enote v teh pasovih ne potrebujejo licenc, če se držijo pravil izhodne moči dela 15-FCC. Podjetje TriSquare od julija 2007 v ZDA trži vrsto radijskih postaj, ki temeljijo na tehnologiji razširjenega spektra za preskakovanje frekvenc, ki deluje v tem frekvenčnem območju pod imenom eXRS (ang. eXtreme Radio Service - kljub imenu, lastniška zasnova, ki ni uradna dodelitev ameriškega FCC). Shema razširjenega spektra, ki se uporablja v radiih eXRS, omogoča do 10 milijard navideznih "kanalov" in zagotavlja zasebno komunikacijo med dvema ali več enotami.
REKREATIVNO
Različice z majhno porabo energije, je vzeta iz zahtev za licenco, so tudi priljubljene otroške igrače, kot je Fisher Price Walkie-Talkie  za otroke. Pred spremembo statusa radia CB iz licenčnega v status »dovoljeno z delom« (FCC pravila 95, del 95) je bil tipični igrački walkie-talkie, ki je bil na voljo v Severni Ameriki, omejen na 100 milivatov moči pri oddajanju in uporabi enega ali dveh kristalno krmiljenih kanali v pasu 27 MHz za državljane, ki uporabljajo samo amplitudno modulacijo (AM). Pozneje igrače radijskih postaj (walkie-talkie) delujejo v pasu 49 MHz, nekatere s frekvenčno modulacijo (FM), ki jih delijo z brezžičnimi telefoni in otroškimi varuškami. Najugodnejše elektronske naprave so zelo preproste (eno frekvenčne, kristalno krmiljene, na splošno temeljijo na preprostem diskretnem tranzistorskem vezju, kjer "odrasli" radijski sprejemniki  uporabljajo čipe), lahko uporabljajo super regenerativne sprejemnike in morda nimajo niti nadzora glasnosti , vendar so kljub temu lahko dodelano okrašeni, pogosto površno podobni bolj "odraslim" radijskim sprejemnikom, kot sta FRS ali oprema za javno varnost. V nasprotju z dražjimi enotami poceni radijskih postajam z igračami morda nimajo ločenih mikrofonov in zvočnikov; zvočnik sprejemnika je včasih v načinu oddajanja tudi mikrofon.
Nenavadna lastnost, pogosta pri otroških radijskih postajah, ki pa je redko na voljo tudi pri amaterskih modelih, je "kodni ključ", to je gumb, ki operaterju omogoča, da Morsejevo kodo ali podobne tone posreduje drugemu radijskemu sprejemniku, ki deluje na istih frekvencah. Običajno operater pritisne gumb PG in izpiše sporočilo z Morse Code posteljico, pritrjeno kot nalepka na radio. Ker pa je Morsejeva koda izven ljubiteljskih radijskih krogov postala široko uporabljena, imajo nekatere takšne enote izrazito poenostavljeno kodno oznako bodisi sploh ne zagotavljajo več nalepk.
Poleg tega se družinske radijske postaje (UHF Family Radio Service) včasih kupujejo in uporabljajo kot igrače, čeprav se kot take navadno izrecno ne tržijo (glej Hasbrovo linijo ChatNow, ki prenaša glasovne in digitalne podatke v pasu FRS).
Specializirana uporaba
Poleg zemeljske mobilne uporabe se vodoodporni dizajni radijskih postaj uporabljajo tudi za pomorske VHF in letalske komunikacije, zlasti na manjših čolnih in ultralahkih letalih, kjer je namestitev fiksnega radia morda nepraktična ali draga. Takšne enote imajo pogosto stikala za hiter dostop do nujnih in informacijskih kanalov.
Iskreno varne radijske postaje so pogosto potrebni v težkih industrijskih okoljih (gradbeništvo), kjer se radio lahko uporablja okoli vnetljivih hlapov. Ta oznaka pomeni, da so gumbi in stikala v radiu zasnovani tako, da med delovanjem ne povzročajo iskre.
DODATKI
Na voljo so različni dodatki za radijske postaje, kot so polnilne baterije, polnilci, večnamenski polnilniki za polnjenje do šest enot hkrati in priključek za zvočni pribor, ki ga lahko uporabite za slušalke ali zvočniške mikrofone. Novejši modeli omogočajo povezavo z brezžičnimi slušalkami prek Bluetootha.